# Анджело Маттеа
Анджело Маттеа (італ. Angelo Mattea, 21 жовтня 1892, Сантія — 13 жовтня 1960, Турин) — італійський футболіст, що грав на позиції нападника, зокрема за клуби «Ювентус» і «Казале», а також національну збірну Італії.
По завершенні ігрової кар'єри — тренер.

## Клубна кар'єра
У дорослому футболі дебютував 1911 року виступами за команду «П'ємонте», в якій провів один сезон. 
Протягом 1912—1915 років захищав кольори клубу «Казале». У сезоні 1913/14 допоміг команді вибороти її перший і єдиний титул чемпіона Італії.
Згодом грав за туринські «Ювентус» та «УС Торінезе», після чого 1921 року повернувся до «Казале». Протягом 1927–1928 років поєднував виступи на полі з тренерською роботою у клубі. Згодом після річної перерви повернувся до «Казале», де знову був граючим тренером протягом 1929–1932 років.

## Виступи за збірну
На початку 1914 року дебютував в офіційних матчах у складі національної збірної Італії. Загалом того року взяв участь у 4 іграх за збірну, відзначившись одним забитим голом. Після Першої світової війни ще одного разу залучався до складу національної команди у 1921 році.

## Кар'єра тренера
Перший досвід тренерської роботи отоимав продовжуючи грати на полі за «Казале» наприкінці 1920-х років.
Тренерська кар'єри тривала до кінця 1940-х, за цей час Маттеа встиг попрацювати з десятком клубних команд з різних дивізіонів італійського чемпіонату.
1936 року був асистентом Вітторіо Поццо у тренерському штабі національної збірної Італії, зокрема під час футбольного турніру Олімпіади-1936, де італійці стали олімпійськими чемпіонами.
Помер 13 жовтня 1960 року на 68-му році життя в Турині.
| Дата      | Місто | Господарі | Результат | Гості     | Турнір           | Голи | Примітки |
| --------- | ----- | --------- | --------- | --------- | ---------------- | ---- | -------- |
| 11-1-1914 | Мілан | Італія    | 0 – 0     | Австрія   | товариський матч | -    |          |
| 29-3-1914 | Турин | Італія    | 2 – 0     | Франція   | товариський матч | -    |          |
| 5-4-1914  | Генуя | Італія    | 1 – 1     | Швейцарія | товариський матч | 1    |          |
| 17-5-1914 | Берн  | Швейцарія | 0 – 1     | Італія    | товариський матч | -    |          |
| 6-3-1921  | Мілан | Італія    | 2 – 1     | Швейцарія | товариський матч | -    |          |
| Усього    |       | Матчів    | 5         |           | Голів            | 1    |          |

## Титули і досягнення
- Чемпіон Італії (1):

«Казале»: 1913-1914